# L.L.A.M.A.
L.L.A.M.A. — карткова гра, розроблена німецьким автором Райнером Кніцією, видана видавництвом Amigo у 2018 році. У травні 2019 року гра була номінована на Spiel des Jahres разом із Just One та Werwörter.

## Тема та компоненти
L.L.A.M.A. — це карткова гра на скидання карт, подібна до класичного Мау-Мау, де гравці намагаються позбутися всіх карт зі своєї руки, скидаючи їх на центральний стос. На відміну від Мау-Мау чи Uno, у грі немає спеціальних карт, але гравець може вийти з раунду, вирішивши пасувати. Гравці, які пасують, або ті, хто не скинув усі карти до кінця раунду, отримують штрафні очки у вигляді фішок. Переможець раунду може позбутися однієї фішки. Гра закінчується, коли один із гравців набирає 40 або більше штрафних очок, після чого перемагає гравець із найменшою кількістю очок.
Компоненти гри включають:
- 56 карт: по 8 карт із значеннями від 1 до 6 та 8 карт «Лама»;
- 70 фішок для підрахунку очок: 50 фішок вартістю 1 очко і 20 фішок вартістю 10 очок;
- Інструкцію.[1]

## Ігровий процес
Перед початком гри карти перемішуються, і кожен гравець отримує шість карт. Решта карт утворюють центральний стос для добору, верхня карта якого відкривається. Фішки для підрахунку очок розміщуються поруч.
Гравці по черзі намагаються скинути карту на відкриту карту в центрі. На кожну карту (від 1 до 6 або Лама) можна покласти або таку саму карту, або карту з наступним значенням (на 6 кладеться Лама, на Ламу — 1). Якщо гравець не може скинути карту, він бере одну карту зі стосу або пасує, виходячи з раунду. Якщо стос для добору закінчується, він не перемішується, і гравець, який не може скинути карту, змушений пасувати.
Раунд закінчується, коли один гравець скидає всі свої карти або коли всі гравці пасують. Гравці, які пасували, або ті, хто залишився з картами, отримують штрафні очки: числові карти дають стільки очок, скільки їхнє значення, карти Лама — 10 очок. Кожен номінал враховується лише один раз, незалежно від кількості карт. Гравець, який завершив раунд, скинувши всі карти, може повернути одну фішку (вартістю 1 або 10 очок). Гра закінчується, коли хтось набирає 40 або більше штрафних очок; перемагає гравець із найменшою кількістю очок. У разі нічиєї перемагають кілька гравців.

## Доповнення та перевидання

### No Drama
У 2019 році Amigo випустила спеціальну карту No Drama. На початку гри її кладуть у центр столу, і перший гравець, який пасує, забирає її. Карта передається щоразу, коли хтось пасує. Наприкінці гри власник карти No Drama може скинути одну карту перед підрахунком очок або, якщо у нього лише ця карта, повернути одну фішку.

### L.L.A.M.A. Party Edition
У 2020 році вийшла L.L.A.M.A. Party Edition, розширена версія гри, яка містить шість плюс-карт, рожеву карту Лама та шість рожевих фішок. Гра відбувається за стандартними правилами, але з такими нововведеннями:
- Плюс-карти граються як звичайні карти від 1 до 6, але дозволяють гравцеві зробити ще один хід після скидання.
- Рожева карта Лама може бути скинута на будь-яку карту, але на неї можна покласти лише карту Лама або 1. У підрахунку вона коштує 20 штрафних очок.
- Рожеві фішки мають цінність 20 очок і використовуються так само, як білі (1 очко) та чорні (10 очок) фішки, включаючи можливість їх обміну або повернення за перемогу в раунді.

### L.L.A.M.A. Dice
На початку 2021 року вийшла версія гри з кубиками під назвою L.L.A.M.A. Dice.

## Версії та сприйняття
Гра отримала позитивні відгуки. Критик Віланд Герольд оцінив гру другою найвищою оцінкою «Із задоволенням зіграю завтра знову». Удо Бартш у своєму блозі «Рецензії для мільйонів» назвав гру «надзвичайно хорошою», зазначивши, що «такі ігри потрібні, бо вони найпростішим способом передають, що таке задоволення від гри».
У травні 2019 року L.L.A.M.A. була номінована на Spiel des Jahres. 